# La isla del tesoro (película de 1934)
Treasure Island  es una película estadounidense adaptación de la novela homónima de Robert Louis Stevenson dirigida por Victor Fleming, estrenada en 1934.

## Argumento
Billy Bones es un viejo pirata perseguido por sus antiguos compañeros. Antes de morir, le da al joven Jim Hawkins, el hijo de la dueña de la posada donde se aloja, un mapa donde se indica la posición del fabuloso tesoro del capitán Flint. Ayudado por un médico, un lord y un capitán, se embarca junto a una dudosa tripulación para encontrar este tesoro pero el pirata Long John Silver codicia igualmente el botín.

## Reparto
- Wallace Beery:  Long John Silver
- Jackie Cooper:  Jim Hawkins
- Lionel Barrymore:  capitán Billy 'Bill' Bones
- Otto Kruger:  Dr. Livesey
- Lewis Stone:  capitán Alexander Smollett
- Nigel Bruce:  Squire Trelawney
- Charles 'Chic' Salo:  Benjamin 'Ben' Gunn
- William V. Mong:  Blind Pew
- Charles McNaughton:  Black Dog
- Dorothy Peterson:  Mrs. Hawkins
- Douglass Dumbrille:  'Ugly' Israël Hands
- Edmund Breese:  Anderson
- Olin Howland:  Dick
- Charles Irwin:  Abraham Gray
- Edward Pawley:  William O'Brien

Y, entre los actores que no aparecen en los créditos:
- Bruce Bennett (entonces Herman Brix): Un hombre en la taberna
- J. M. Kerrigan:  Tom Morgan

## Recepción
La taquilla fue decepcionante aunque llegó a los $2,264,000 y al reestrenarse en 1937-38 ganó unos adicionales $144,000.
Escribiendo para The Spectator en 1936, el conocido novelista Graham Greene dijo del film que contaba con personajes y situaciones llenas de un rico simbolismo poético.